# 图默尔茨哈姆
图默尔茨哈姆是奥地利上奥地利州因克赖斯地区里德县的一个市镇。总面积9.11平方公里，总人口1511人，人口密度165.9人/平方公里（2012年）。